# 古德里奇 (密歇根州)
古德里奇（英語：Goodrich）是位於美國密歇根州傑納西縣的一個村。

## 人口
根據2020年美國人口普查的數據，古德里奇的面積為5.87平方千米，當中陸地面積為5.69平方千米，而水域面積為0.18平方千米。當地共有人口2022人，而人口密度為每平方千米344人。